# Camille Raymond
Camille Raymond (* 8. Dezember 1976 in Champigny-sur-Marne) ist eine französische Sängerin und Schauspielerin. Sie wird in ihrem Heimatland vor allem mit der Rolle der Justine Girard in Verbindung gebracht, die sie ab 1989 mehrere Jahre lang in verschiedenen französischen Fernsehserien verkörperte.

## Biografie
Raymond wurde 1976 in der Île-de-France geboren. Bereits im Kindesalter spielte sie in Werbespots mit. Später übernahm sie Filmrollen und trat über zehn Jahre lang in diversen Fernsehserien auf. Nachdem sie ihre Schauspieltätigkeit beendet hatte, studierte sie an der Universität Paris-Dauphine sowie an der London School of Economics Medienwissenschaften. Heute lebt sie in den USA und arbeitet in einer Medienagentur in Washington. Raymond ist mit einem Mitarbeiter der Weltbank verheiratet und hat vier Kinder.

## Künstlerisches Schaffen
In den 1980er-Jahren übernahm Raymond Kinderrollen in mehreren französischen Spielfilmen. 1984 trat sie als Achtjährige außerdem an der Seite von Hildegard Knef und Ivan Desny in der deutsch-französischen Koproduktion Flügel und Fesseln auf.
Als Teenager wechselte Raymond zum Fernsehen. Sie stand seit 1989 bei dem Produktionsunternehmen AB Groupe unter Vertrag, das sie in der Folgezeit in unterschiedlichen Fernsehserien einsetzte. Zunächst übernahm Raymond in der französischen Sitcom Salut les Musclés die Rolle einer Heranwachsenden namens Justine Girard. Obwohl es sich hierbei um eine bloße Nebenrolle handelte – sie verkörperte die Nichte einer der Hauptpersonen –, gewann Raymond bald große Popularität. Dies führte dazu, dass sie ab 1991 mit Premiers Baisers (deutsch: Erste Küsse) eine eigene Sitcom erhielt, in der sie eine der Hauptrollen spielte. Auch hier hieß ihre Filmrolle Justine Girard. Die Serie beschäftigte sich mit den Beziehungsproblemen einer Schülerin. Ab 1995 wurde mit Les Années Fac eine weitere Sitcom aufgelegt, in der die Thematik in das Umfeld des studentischen Lebens an der Universität („la fac“) verlegt wurde. Begleitend zum Auftakt der neuen Serie brachte AB 1995 eine Musikproduktion mit Raymond heraus, die den Titel Comme un amour d'été trug. 1998 beendete Raymond ihre Schauspieltätigkeit. Nach fünfzehnjähriger Unterbrechung erschien sie 2013 wieder in der AB-Produktion Les Mystères de l'amour, in der sie neben Hélène Rollès zusammen mit Manuela Lopez und anderen AB-Stars der 1990er-Jahre eine Nebenrolle bekleidete.
Die Rolle der Justine Girard war für Raymonds Wahrnehmung in den Medien prägend. Auch 15 Jahre nach Ende der letzten Serie wird sie in Frankreich noch immer als „Justine de ‚Premiers Baisers‘“ (deutsch: „Justine aus ‚Premiers Baisers‘“) bezeichnet.

## Filmografie

### Spielfilme
- 1983: L'Été de nos quinze ans (Marlène)
- 1984: Flügel und Fesseln (französischer Titel: L'avenir d'Emily) (Emilie)
- 1987: Buisson ardent (deutscher Titel: Fesselnde Flamme) (Julie)
- 1987: Tant qu'il y aura des femmes (deutscher Titel: Solange es Frauen gibt) (Alice)

### Fernsehserien
- 1989–1991: Salut Les Musclés (Justine Girard)
- 1991–1995: Premiers Baisers (Justine Girard)
- 1992: Hélène et les Garçons (Justine Girard)
- 1993: Famille fou rire (Justine Girard)
- 1995–1997: Les Années Fac (Justine Girard)
- 2013: Les Mystères de l'amour (Justine Girard)